# Collegiata di Saint-Frambourg
La collegiata di Saint-Frambourg è un'antica chiesa consacrata a san Fraimbault (chiamato anche Frambourg), sita a Senlis nel dipartimento francese dell'Oise. Attualmente è adibita a sala da concerto per la musica classica, di proprietà della Fondazione Cziffra. È classificata come monumento storico dal 1862.

## Fondazione della cappella reale
Questa cappella reale fu fondata, alla fine del X secolo, da Adelaide regina di Francia e sposa di Ugo Capeto, dopo l'incoronazione del marito nella città di Senlis nel 987. Questa cappella divenne allo spesso tempo una collegiata in quanto vi risiedevano dodici canonici nominati direttamente dal re e non dipendenti da alcuna autorità ecclesiastica, se non dalla Santa Sede. Erano incaricati di pregare per il re e soltanto la famiglia poteva assistere alle funzioni. Oggetto di particolare attenzione da parte del re, la collegiata era dotata di un gran numero di reliquie.
Accolse poi le spoglie di San Fraimbault trasferite da Lassay-les-Châteaux. Non si sa esattamente quando la traslazione ebbe luogo, dato che il santo non aveva mai avuto alcun contatto con la città di Senlis nel corso della sua vita. Si parla di religiosi in fuga dai Normanni che trovarono rifugio in città, presso il signore di Senlis, mentre trasportavano le reliquie, visto che il signore aveva combattuto con il conte del Maine, si deduce che il trasferimento avvenne alla fine del IX secolo. Si dice anche che fu la regina stessa a far trasferire questa reliquia, alla fine del X secolo, perché il santo era ritenuto aver contribuito alla prosperità della famiglia reale e alla pace del regno. Il corpo del santo venne posto in una cassa d'argento, tranne la testa che rimase a Lassay.
Nessuna traccia del palazzo antecedente al X secolo è stata trovata durante gli scavi archeologici sul sito. L'edificio più antico trovato risale probabilmente alla fine del X secolo, che corrisponde alla data della costruzione da parte della regina Adelaide. Si trattava quindi di un piccolo edificio a pianta rettangolare, che si trovava all'interno della ex città gallo-romana.

## La collegiata gotica
La chiesa attuale venne costruita ad iniziare dal 1169: intorno al 1200 venne costruito il coro e le prime due campate della navata. Nel 1177 i canonici avevano organizzato una grande esposizione di reliquie, in presenza del re Luigi VII, per incoraggiare le donazioni per la costruzione dell'edificio. La navata centrale fu completata, assieme alla base della torre campanaria, in una nuova campagna nel periodo 1205-1230. La torre campanaria fu poi completata alla fine del XIII secolo assieme alla cappelle laterali.
Venne sconsacrata nel 1790 e trasformata in Tempio della ragione e poi venduta come bene nazionale nel 1798. In quell'occasione il portale venne mutilato e il campanile in parte demolito. L'edificio servì come maneggio per il Regno di Prussia nel 1815, e poi come negozio e magazzino.

## Restauro

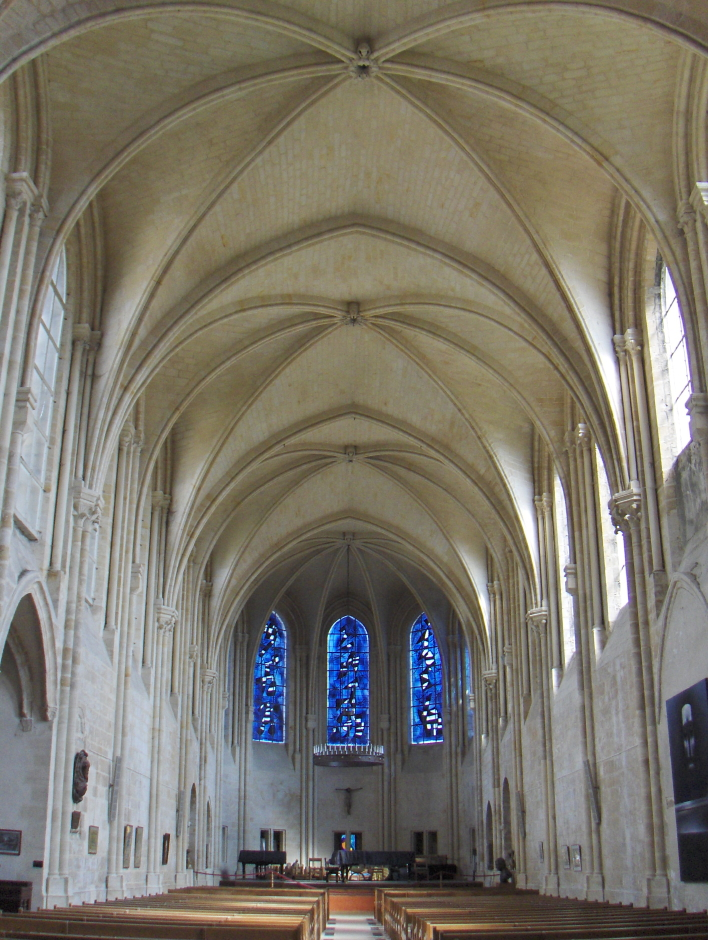
Vista della navata e del coro. Il disegno delle vetrate è di Joan Miró

Il pianista d'origine ungherese Georges Cziffra comprò l'edificio nel 1973 per farne la sede della sua fondazione creata nel 1974, ed iniziò il restauro dell'interno. In questa occasione, vennero fatti degli scavi archeologici che portarono alla scoperta dei resti della cappella reale del X secolo. Vennero demolite delle costruzioni a sud della navata e dell'abside. Le nuove vetrate vennero installate in 1977, ed otto di esse furono decorate dall'artista catalano Joan Miró, amico di Cziffra, in collaborazione con il maestro vetraio Charles Marcq.
Inaugurata il 24 settembre 1977, la chiesa divenne un auditorium, che ospitò concerti di musica di Franz Liszt per tutto l'anno. Mancava ancora la ricostruzione del tetto. Dall'inizio del XIX secolo mancava il timpano a ovest e la maggior parte della struttura (tranne che per il coro), e la chiesa era semplicemente coperta da piastre di zinco disposte orizzontalmente. Nel febbraio del 1990, una tempesta strappò parte della copertura, sostituita temporaneamente da teloni, e la situazione era ancora tale al momento della morte di Georges Cziffra nel 1994. La vedova poi prese in mano la ricostruzione totale del tetto e del timpano, e il lavoro terminò il 4 settembre 2002, restituendo l'aspetto originario alla chiesa (tranne la torre, persa per sempre).
Il Premio Cizffra viene consegnato annualmente ai vincitori, di età dai 15 ai 25 anni, durante le audizioni che si svolgono nella chiesa dove si svolgono, occasionalmente, anche mostre di opere d'arte contemporanea.